# Helge Perälä
Helge Anton Perälä (ur. 3 czerwca 1915 w Vehkalahti, zm. 13 lutego 2010 w Tampere) – fiński lekkoatleta długodystansowiec, wicemistrz Europy z 1946, olimpijczyk.
Zdobył srebrny medal w biegu na 10 000 metrów podczas mistrzostw Europy w 1946 w Oslo za swym rodakiem Viljo Heino, a biegu na 5000 metrów nie ukończył.
Zajął 11. miejsce w biegu na 5000 metrów na igrzyskach olimpijskich w 1948 w Londynie.
Był mistrzem Finlandii w biegu na 5000 metrów w 1947 oraz w biegu przełajowym (na krótkim dystansie 6 km) również w 1947.